# Boman Irani
Boman Irani (nacido el 2 de diciembre de 1959) es un actor de cine y teatro, cantante y fotógrafo Indio. Comenzó su carrera como actor en los escenarios y debutó en el cine a los 44 años con un papel en Josh (2000). Ganó atención por su papel en la comedia Munna Bhai M.B.B.S., tras lo cual apareció en Lage Raho Munna Bhai y en 3 Idiots junto a Aamir Khan. Es el anfitrión de Bollywood Ka Boss.

## Primeros años
Irani nació en una familia parsi el 2 de diciembre de 1959 en Mumbai.
Es graduado de la Universidad Mithiabi. Se unió a Taj Mahal Palace & Tower y trabajó allí como mesero y equipo de servicio de habitación. 
Irani hizo fotografía en 1987 y siguió hasta 1989.

## Vida personal
Irani sigue la religión del zoroastrismo. Habla inglés, hindi, gujarati, bengalí y marathi fluidamente.
Está casado con Zenobia, con quien tiene dos hijos, Danesh y Kayoze.
Como actor, ha participado en importantes producciones de Bollywood como Happy New Year , 3 Idiots, Don 1 y Don 2.